# Япония на летних юношеских Олимпийских играх 2010
Япония принимала участие в Летних юношеских Олимпийских играх 2010 года в Сингапуре.

## Медалисты
| Медаль | Спортсмен      | Вид спорта        | Дисциплина                        |
| ------ | -------------- | ----------------- | --------------------------------- |
| Золото | Юки Такахаси   | Борьба            | Юноши, вольная борьба, до 54 кг   |
| Золото | Ю Мияхара      | Борьба            | Девушки, вольная борьба, до 46 кг |
| Золото | Юя Камото      | Гимнастика        | Юноши, многоборье                 |
| Золото | Рёсукэ Игараси | Дзюдо             | Юноши, до 100 кг                  |
| Золото | Мику Тасиро    | Дзюдо             | Девушки, до 63 кг                 |
| Золото | Коки Нива      | Настольный теннис | Юноши, одиночный разряд           |
| Золото | Юка Сато       | Триатлон          | Девушки                           |

| Медаль  | Спортсмен       | Вид спорта      | Дисциплина            |
| ------- | --------------- | --------------- | --------------------- |
| Серебро | Юя Камото       | Гимнастика      | Юноши, кольца         |
| Серебро | Масаки Насимото | Лёгкая атлетика | Юноши, 100 м          |
| Серебро | Кэйсукэ Хомма   | Лёгкая атлетика | Юноши, 200 м          |
| Серебро | Моэ Кюма        | Лёгкая атлетика | Девушки, 3000 м       |
| Серебро | Сё Мацубара     | Лёгкая атлетика | Юноши, прыжки в длину |

| Медаль | Спортсмен      | Вид спорта | Дисциплина             |
| ------ | -------------- | ---------- | ---------------------- |
| Бронза | Гинга Мунэтомо | Гимнастика | Юноши, батут           |
| Бронза | Тисато Доихата | Гимнастика | Девушки, батут         |
| Бронза | Мая Хамано     | Плавание   | Девушки, 200 м брассом |